# Pilosaturus villosus
Pilosaturus villosus är en kvalsterart som först beskrevs av Hopkins 1967.  Pilosaturus villosus ingår i släktet Pilosaturus och familjen Aturidae. Inga underarter finns listade i Catalogue of Life.